# Sistemska tehnika (podjetje)
Sistemska tehnika d.o.o. Ravne je slovensko kovinskopredelovalno podjetje, ki je del STO in se je razvilo iz propadle Železarne Ravne.
Zaposluje okoli 300 delavcev.

## Zgodovina
V 80. letih 20. stoletja je podjetje izdelovalo kupole in cevi za tanke M-84.
Do avgusta 2003 je bila Republika Slovenija lastnik podjetja, takrat pa je za 460 milijonov SIT prodala 80-odstotni delež podjetju Viator & Vektor. Le-ta pa je že novembra istega leta prodal 29 % delež avstrijskemu podjetju Steyr Daimler Puch, ki je to plačala tako, da je Sistemska tehnika dobila licenco za izdelavo LKOV Pandur.
Današnja lastniška sestava je tako: Viator & Vektor - 51 %, Steyr Daimler Puch - 29 % in Slovenija - 20 %.

## Proizvodnja
Proizvodni program
- tehnološka in procesna oprema
- proizvodne, transportne, montažne in kontrolne linije
- strojni deli
- monoblok kolesa in želežniški deli
- deli in naprave za naftno industrijo
- stroji za preoblikovanje
- ulitki

Oprema za obrambne namene
- oklepna vozila
- deli za artilerijska orožja in oklepna vozila
- vzdrževanje obrambne opreme
- generalna obnova orožij večjega kalibra

Storitve
- toplotne obdelave jekel
- izdelava in vzdrževanje rezilnih orodij
- neporušitvene preiskave materialov
- kalibracija dolžinskih in mehanskih meril
- razvoj izdelkov in tehnologij
- svetovanje kupcem
- izdelava računalniške opreme
- projektiranje

## Proizvodi
- LKOV Valuk
- LKOV Krpan (načrtovano)